# Victor Clock
Victor Howard Clock (26. oktober 1918 – 8. november 2006) var en norsk skihopper som repræsenterede Fagernes IL og senere IL i BUL. Han vandt en sølvmedalje i NM på Raufoss i 1940 og en bronzemedalje i Sem (Tønsberg) i 1937 og Kristiansand i 1939. I VM i Lahti i 1938 blev han nummer 7.
Clock blev født i USA og havde en amerikansk far og en norsk mor. Han kom til Norge da han var 1 1/2 år gammel, efter at faren døde af spanskesyken under 1. verdenskrig, og han voksede op i morens hjemby Ulnes i Nord-Aurdal. I 1937 flyttede han til Oslo og studerede ved Statens håndverks- og kunstindustriskole og derefter ved Treiders handelsskole, og efter skihopkarrieren var han købmand på Fagernes og senere i Ski.